# Svjetsko prvenstvo u rukometu za žene – SSSR 1975.
Svjetsko prvenstvo u rukometu za žene 1975. održano je u Sovjetskom Savezu od 2. do 13. prosinca 1975. godine.

## Konačni poredak
- Zlato: DR Njemačka
- Srebro: SSSR
- Bronca : Mađarska

## Vanjske poveznice
- www.ihf.info - SP 1975